# Distrito de Lancones
El distrito de Lancones es uno de los ocho que conforman la provincia de Sullana ubicada en el departamento de Piura en la costa norte del Perú.  Limita por el norte con el departamento de Tumbes y el cantón de Zapotillo (República del Ecuador); por el este con el distrito de Suyo (Ayabaca) y el distrito de Las Lomas (Piura); por el sur con los distritos de Querecotillo y Sullana y; por el oeste con el distrito de Marcavelica.
Desde el punto de vista jerárquico de la Iglesia católica, forma parte de la Arquidiócesis de Piura.

## Historia
Es probable que la voz de Lancones provenga del vocablo aimara "llanco" que significa "muy negro". Otra acepción expresa que su nombre se derivaría de "blancones" en razón de que luego de la conquista, en el lugar se instalaron varios españoles, por lo que los lugareños, de raza tallan, se referían a ellos como "blancones", que después con el tiempo se derivaría en Lancones.
En épocas remotas el lugar fue poblado por gente que se dedicaba a la caza y pesca en río Turicará hasta el desarrollo de la cultura Tallán. En algunas oportunidades hubo en Lancones Capullanas (mujeres) que gobernaban los cacicazgos. Los pobladores se convirtieron en orfebres y alfareros y estaban unidos espiritualmente por una "Huaca del Sol" que existió en el caserío de Huaypirá.
Poechos fue un lugar estratégico para los Tallanes. El lugar fue invadido por Mochica Chimú, luego por los incas Huayna Cápac, Huáscar y Atahuallpa, hasta que en 1532 los españoles llegan al pueblo y se hospedan en la fortaleza de Huaypirá y desde aquí organizan las expediciones al Valle del Chira. Cabe señalar el ajusticimiento por parte de Pizarro de 13 caciques del valle del Chira, entre ellos el de Poechos, cuando se rebelaron buscando su libertad. Para los historiadores fueron los primeros mártires por la independencia del Perú.
El distrito fue creado mediante Ley del 3 de diciembre de 1917 durante el gobierno del Presidente José Pardo y Barreda.
En la década del 70 se inicia la ejecución del Proyecto Chira Piura y se construye la represa de Poechos. En enero de 1976 el pueblo de Lancones tuvo que ser reubicado en Pampas de Zapayal, jurisdicción en ese entonces del distrito de Querecotillo.

## Geografía
El distrito de Lancones, es uno de los más extensos de la provincia de Sullana y el que más caseríos tiene en todo su territorio. Su límite con el Ecuador favorece su economía que en parte se sustenta en la agricultura, ganadería y comercio. A pesar de su accidentada geografía durante épocas antiguas, era paso obligado entre el norte y el sur.
Lancones se encuentra en los 04° 34 '27 de latitud sur y 80°28'24 de longitud oeste, a una altitud de 120 m s. n. m.
La capital del distrito de Lancones, es el pueblo del mismo nombre que se encuentra en Pampas de Zapayal lugar donde fue reubicado el Lancones original que antes se ubicó en lo que hoy es la presa de Poechos.
En verano la temperatura va de 30 °C a 35 °C. En invierno la temperatura está entre 20 °C y 26 °C. La represa de Poechos ha creado un microclima en la zona lo crea neblina en época de invierno.
Lancones tiene una extensión de 2 189,35 km² y en su territorio se encuentran innumerables centros poblados y caseríos.

## Caseríos
- Lancones
- Totoras
- El Salto
- Chililique
- Cabuyo
- Chorrera de Pulgueras
- Corral de vacas (jerquitas)
- Lajas
- Putulunga
- Blas
- Torres
- Jabonillos
- El Chaylo
- Pocitos
- Palo Santal
- Anta
- Pitayo
- El Batan
- Los Encuentros de Pilares
- Higuerón
- El Cajón
- Culebras
- Papayo de los Encuentros
- Ojo de Agua
- Los Parramos
- Piedra Redonda
- Huasimal de los Encuentros
- Chapangos
- Bejucal
- Peña Blanca
- Yapatera
- La Bocana de Pilaritos
- Pilares
- Alto del Toro
- Maíz Derramado
- Quebrada Seca
- Garrapatas
- Casitas
- Jaguay Negro
- La Bocana de Horquetas
- Murciélagos
- Leones
- El Batan
- Comejen
- Chorrera de Casitas
- Encuentro de Romeros
- Pueblo Nuevo de Romeros
- La Ciruela

## Límites
El distrito limita con:
- Norte: con las provincias de Tumbes y Contralmirante Villar (ambas del departamento de Tumbes).
- Sur: con los distritos de Querecotillo y Sullana.
- Este: con la provincia de Ayabaca y la República de Ecuador.
- Oeste: con el distrito de Marcavelica.

## Autoridades

### Municipales
- 2015-2018[2]
  - Alcalde: Edwar Power Saldaña Sánchez, del Movimiento Unión Democrática del Norte (UDN).
  - Regidores: César Augusto Flores Valdiviezo (UDN), Carlos Elvys Infante Palacios (UDN), Javier Valdiviezo Freire (UDN), Marcela Del Cisne Espinoza Díaz (UDN), Jorge Marino Valdez Silva (Vuelve La Esperanza).
- 2011-2014[3]
  - Alcalde: Edwar Power Saldaña Sánchez, Movimiento Regional Obras + Obras(O+O).[4]
  - Regidores: Miguel Alcántar Ortiz García (O+O), César Augusto Flores Valdiviezo (O+O), Félix Elidar Córdova Calle (O+O), Herminia Aracely Calderón Calderón (O+O), Carlos Elvys Infante Palacios (Movimiento de Desarrollo Local).
- 2007-2010
  - Alcalde:  .

### Policiales
Comisario: Teniente PNP Enzo Alberto ORMEÑO PEREA.

### Religiosas
- Parroquia 
  - Párroco: Pbro.